# La legge (Thomas Mann)
La legge (Das Gesetz) è un racconto lungo dello scrittore tedesco Thomas Mann, ispirato alla storia di Mosè; scritto negli Stati Uniti su commissione nel primo trimestre del 1943 e apparso in una raccolta di saggi antinazisti in lingua inglese pubblicata nello stesso anno a New York, il racconto fu poi pubblicato in lingua tedesca in Svezia nel 1944.

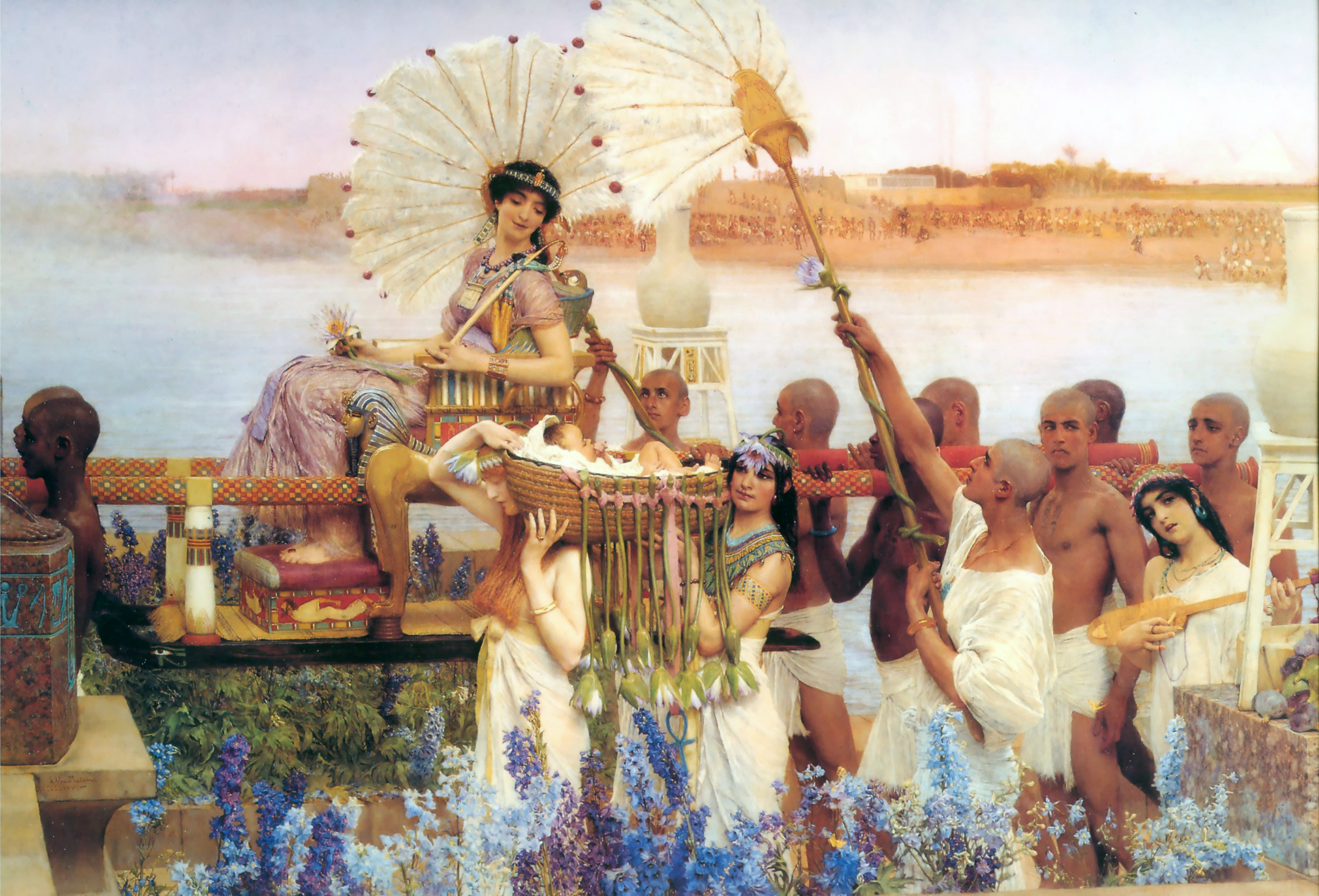
La figlia del faraone trova Mosè (Lawrence Alma-Tadema)

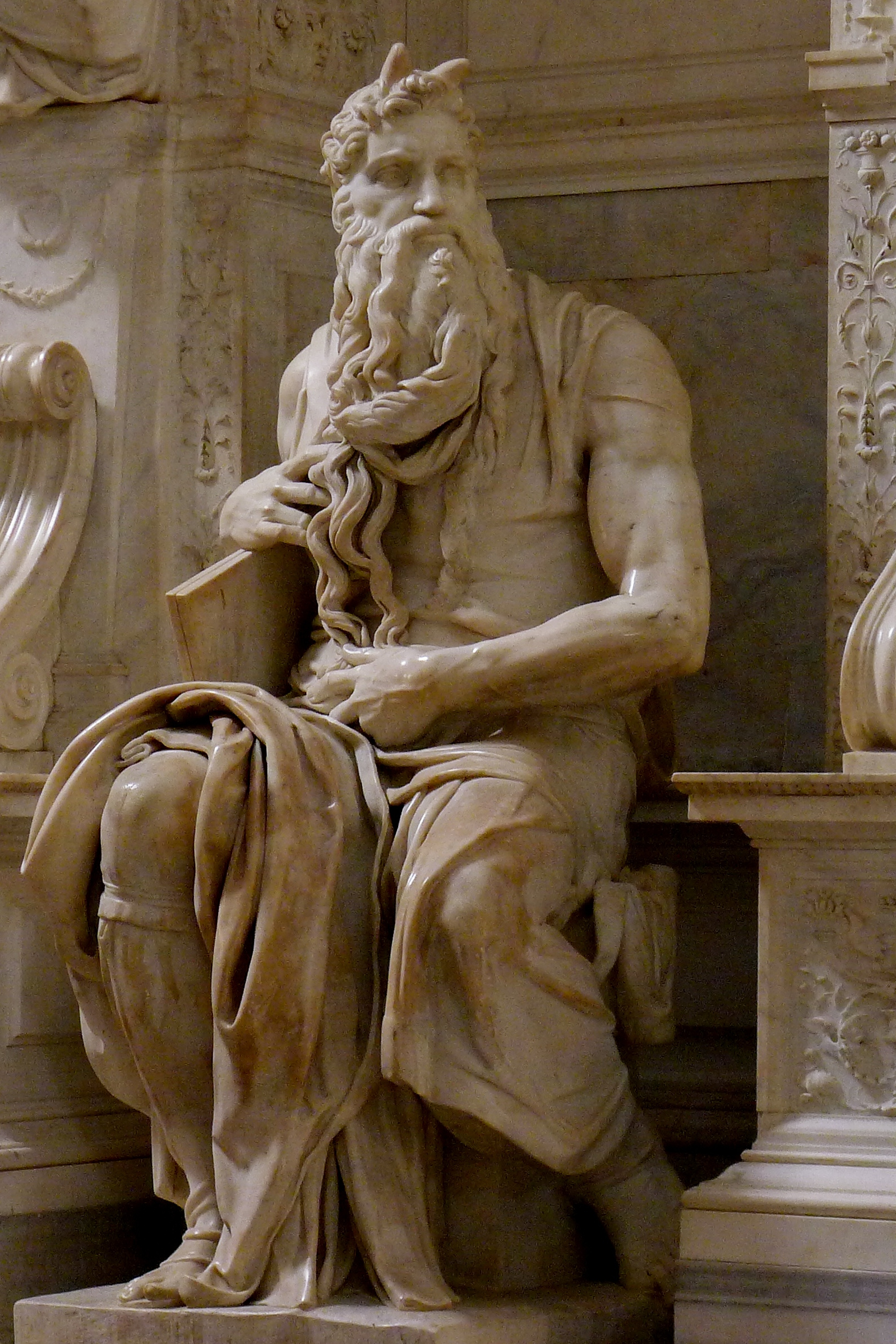
Mosè di Michelangelo

## Trama
In questo racconto, Mosè è figlio illegittimo di una principessa reale egizia e di uno schiavo ebreo il quale, poco tempo dopo l'amplesso con la figlia del faraone viene ucciso. Le serve della principessa, subito dopo il parto, depongono il neonato in un canestro di giunco che nascondono fra le canne in riva al fiume; ma subito dopo fingono di trovarlo per caso e quindi lo affidano a Jochebed, una donna ebrea della tribù di Levi che aveva da poco partorito un bambino di nome Aronne e aveva latte in abbondanza. Qualche anno dopo, la principessa egizia madre naturale di Mosè, desiderando che il figlio ricevesse l'educazione di un futuro funzionario di corte egizio, lo fa sottrarre ai genitori adottivi ebrei perché il giovinetto frequenti una sorta di collegio aristocratico dell'Alto Egitto perché apprendà l'astronomia, la geografia, l'arte della scrittura e il diritto.
Mosé subisce continue vessazioni dai viziati compagni di scuola finché, un paio di anni dopo, scappa da scuola e si rifugia a Goscen presso gli ebrei addetti alle opere monumentali del faraone Ramses. Un giorno Mosè redarguisce un sorvegliante egizio che sta bastonando un lavorante ebreo; il sorvegliante aggredisce allora Mosè fracassandogli il setto nasale, e Mosè riesce a ucciderlo e a occultarne il corpo. Qualche anno dopo Mosè comprende che il suo delitto è ormai noto e decide di lasciare l'Egitto; si rifugia a Madian dove trova asilo presso il sacerdote Ietro di cui ne sposa la figlia Sefora.
Nei pressi di un roveto ardente l'Invisibile si manifesta a Mosè e gli ordina di ricondurre la sua gente nel paese di origine. Mosè dubita di sé e soprattutto delle sue doti oratorie; Dio gli consiglia allora di valersi dell'eloquenza del fratello Aronne e gli concede il potere di compiere miracoli. Mosé con l'aiuto di Aronne, della sorella Miriam, e dei giovani Giosuè e Caleb comincia a organizzare gli ebrei. Dapprima il faraone non accoglie le loro richieste, ma successivamente è costretto a cedere a causa delle dieci piaghe, e in particolar modo dall'ultima, la morte dei primogeniti egizi. Lasciato l'Egitto, grazie all'intervento divino gli ebrei riescono ad attraversare il Mar Rosso e a sopravvivere nel deserto. Mann suggerisce spiegazioni razionalistiche dei vari prodigi; per esempio, l'uccisione dei primogeniti egizi potrebbe essere stata una iniziativa di Giosuè, Caleb e i loro uomini. Mosè riceve sul Monte Sinai le leggi scritte poi su due tavole di pietra che tuttavia lo stesso Mosè spezza quando vede che, approfittando della sua assenza, gli ebrei si sono convertita a culti idolatrici. Su intercessione di Mosè il patto viene tuttavia rinnovato e i comandamenti incisi nuovamente su due tavole. Nel presentare al popolo le tavole Mosè invoca la maledizione su chi in futuro oserà mettere in discussione le leggi divine.

## Genesi del racconto
Ne La genesi del Doctor Faustus: romanzo d'un romanzo, Thomas Mann indica l'occasione che lo spinse a scrivere La legge e le circostanze nelle quali si compì l'opera. Alla fine del 1942 il produttore Armin L. Robinson gli propose di collaborare a un'opera collettiva dal titolo "I dieci comandamenti", da pubblicare in diverse lingue. Come spiegò Mann, «L'idea era polemico-morale. Dieci scrittori di fama internazionale dovevano trattare in racconti drammatici il delittuoso disprezzo della legge morale, cioè dei singoli dieci Comandamenti, e a me si chiedeva verso un compenso di mille dollari un breve saggio introduttivo alla collezione». Avevano aderito all'iniziativa, oltre a Mann, Rebecca West, Franz Werfel, John Erskine, Bruno Frank, Jules Romains, André Maurois, Sigrid Undset, Hendrik Willem van Loon e Louis Bromfield. Il contributo di Mann s'intitolava "Non aver altri dei di fronte a me" (Thou shalt have no other gods before me) e fu composto dal 18 gennaio 1943 al 13 marzo 1943. Scriverà l'autore: 
(Thomas Mann, La genesi del Doctor Faustus: romanzo d'un romanzo, Coll. I Meridiani, Mondadori, 2016, Cap. III, pp. 709-710)
La raccolta apparve a New York nello stesso 1943 col titolo "Ten short Novels of Hitler's War against the Moral Code" (Dieci racconti brevi della guerra di Hitler contro il codice morale).

## Edizioni
- (EN) Thomas Mann, Thou shalt have no other gods before me, in Armin L. Robinson (a cura di), The Ten Commandments: Ten Short Novels of Hitler's War Against the Moral Code, New York, Simon and Schuster, 1943.
- (DE) Thomas Mann, Das Gesetz; Erzählung, Stockholm, Bermann-Fischer Verlag, 1944.
- Thomas Mann, La legge : racconto, traduzione di Mario Merlini, unica traduzione autorizzata dal tedesco di Mario Merlini, Milano, A. Mondadori, 1947.
- Thomas Mann, La legge, in Lavinia Mazzucchetti (a cura di), Romanzi brevi, vol. IV, traduzione di Mario Merlini, Milano, A. Mondadori, 1955.